# Preci
Preci är en ort och kommun i provinsen Perugia i regionen Umbrien i Italien. Kommunen hade 700 invånare (2018).